# Mika Ääritalo
Mika Ääritalo (* 25. Juli 1985 in Turku) ist ein ehemaliger finnischer Fußballspieler.

## Karriere

### Vereine
Mika Ääritalo begann seine Karriere beim Turku PS, für den er zunächst in der Jugend aktiv war. Im Jahr 2002 spielte er als 17-Jähriger seine erste Profisaison in der Veikkausliiga. Noch bevor seine Debütsaison 2002 beendet war, unterschrieb das Talent einen Dreijahresvertrag bei Aston Villa. Zuvor hatten bereits andere europäische Vereine Interesse an dem Stürmer, darunter Manchester United, der FC Arsenal und Feyenoord Rotterdam. Für den Verein aus Birmingham spielte er zwei Jahre lang in der Jugendakademie und blieb ohne Einsatz in der Premier-League-Mannschaft. Nach seiner Rückkehr nach Turku gewann er mit der Mannschaft den Finnischen Pokal (2010) und den Ligapokal (2012). Am 10. Januar 2014 gab Holstein Kiel bekannt, Mika Ääritalo auf Leihbasis mit Kaufoption zu verpflichten. Die Kaufoption wurde jedoch nicht gezogen, sodass Ääritalo zu Turku zurückkehrte. Im Januar 2015 wechselte er zum FC Lahti, ein Jahr später schloss er sich dem Kuopion PS an. 2017 kehrte zum mittlerweile zweitklassigen Turku PS zurück und stieg mit dem Verein am Ende der Saison wieder in die finnische erste Liga auf. Nach der Saison 2020 beendete Ääritalo dann sein aktive Karriere.

### Nationalmannschaft
Am 25. Mai 2010 gab Ääritalo unter Nationaltrainer Stuart Baxter sein Debüt in der finnischen A-Nationalmannschaft im Testspiel gegen Estland. Den ersten Treffer im Trikot der Uhus konnte er bei seinem fünften Einsatz, Anfang des Jahres 2012 in Port of Spain gegen Trinidad und Tobago erzielen. Im selbigen Jahr nahm er mit seinem Land am Baltic Cup in Estland teil. Dort kam er zu einem Einsatz gegen den Gastgeber, nachdem er für Njazi Kuqi eingewechselt wurde. Das war gleichzeitig auch sein sechster und letzter Einsatz, anschließend wurde Ääritalo nicht mehr nominiert.

## Titel und Erfolge
Turku PS
- Finnischer Pokalsieger: 2010
- Finnischer Ligapokalsieger: 2012